# André Boite
André Boite, né le 6 décembre 1910 à Argent-sur-Sauldre (Cher) et mort le 15 juillet 2022 à Nice, est un supercentenaire français.
Il devient le vice-doyen masculin des Français le 5 octobre 2021, date de la mort de Jules Théobald, derrière Marcel Meys.
À partir du 15 décembre 2021, il devient le doyen masculin des Français, à la suite de la mort de Marcel Meys.
À partir du 5 avril 2022, il devient le doyen masculin des Européens, après la mort de Stanisław Kowalski.

## Biographie

### Famille
André Boite est le fils d'Henri Boite, voyageur de commerce et marchand de volailles, originaire de Genouilly (Cher) et de Victoria Rouzé, femme de chambre, originaire de Châtres-sur-Cher (Loir-et-Cher), mariés à Vierzon en 1901. En 1947, il épouse Yvette Torrens (1922-2017) à Bouzareah, dont il a trois enfants (une fille et deux fils), au moins deux petites-filles, quatre arrières petites-filles et trois arrière-petits-fils. 
Au fil des générations, le patronyme familial a changé plusieurs fois d'orthographe, passant de « Boete » à « Boite » et même à « Bouette », nom sous lequel André Boite est né avant qu'il soit rectifié par ordonnance du tribunal civil de Bourges le 26 janvier 1923.

### Carrière
En 1939, André Boite est peintre décorateur et réside à Paris au quartier des Ternes. Engagé dans les corps francs durant la Seconde Guerre Mondiale, il est fait prisonnier de guerre et passe sa captivité en Bavière.
De 1966 à 2001, il dirige le syndicat d'initiative de Villefranche-sur-Mer.
En 2022, il est le deuxième plus vieux vétéran de la Seconde Guerre mondiale.
Il vécut à Nice, où il meurt le 15 juillet 2022 à l'âge de 111 ans.